# Enveloppe (géométrie)
Pour les articles homonymes, voir Enveloppe.
 (décembre 2021).
Si vous disposez d'ouvrages ou d'articles de référence ou si vous connaissez des sites web de qualité traitant du thème abordé ici, merci de compléter l'article en donnant les références utiles à sa vérifiabilité et en les liant à la section « Notes et références ».

Enveloppe (en rouge) d'une famille de paraboles passant par l'origine et dont les sommets appartiennent à une même ellipse (en bleu).

En géométrie différentielle, une famille de courbes planes possède fréquemment une courbe enveloppe. Celle-ci admet deux définitions géométriques traditionnelles, presque équivalentes :
- l'enveloppe est une courbe tangente à chacune des courbes de la famille ;
- elle est le lieu des points caractéristiques, points d'intersection de deux courbes infiniment proches.

De façon plus précise, l'enveloppe possède une définition analytique, c'est l'ensemble des points critiques de l'application de projection associée à la famille de courbes.
Les enveloppes rendent compte de certains phénomènes très communs, tels que les caustiques. Elles sont utiles en analyse pour décrire les solutions singulières des équations différentielles ou aux dérivées partielles, comme enveloppes de solutions régulières.
On définit de même l'enveloppe d'une famille de surfaces dans l'espace, ou plus généralement d'une famille d'hypersurfaces ou même de variétés en dimension quelconque.

## Enveloppe d'une famille de courbes du plan

### Introduction des équations de l'enveloppe

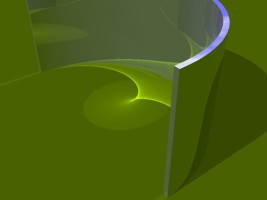
La caustique est l'enveloppe des rayons lumineux réfléchis par ce miroir circulaire.

On considère une famille de courbes Γλ, indexée par un paramètre λ. Pour chaque valeur de λ, l'équation de la courbe est supposée de la forme fλ(x, y) = 0. On suppose enfin que la famille dépend du paramètre de façon différentiable, c'est-à-dire que 
{\displaystyle F(x,y,\lambda )=f_{\lambda }(x,y)}
est une application différentiable. 
On cherche les conditions sur une courbe {\displaystyle \lambda \mapsto (X(\lambda ),Y(\lambda ))} pour qu'au point de paramètre λ elle soit tangente à la courbe définie par fλ. Une telle courbe est solution du système d'équations
{\displaystyle {\begin{cases}F(x,y,\lambda )=0\\{\frac {\partial F}{\partial \lambda }}(x,y,\lambda )=0\end{cases}}}
On appelle enveloppe de la famille de courbes Γλ la courbe vérifiant ce système d'équations. L'existence de l'enveloppe n'est pas toujours assurée. Ainsi une famille de droites parallèles ou une famille de cercles concentriques ne possèdent pas d'enveloppe. Mais si elle existe, la courbe enveloppe est « en général » tangente à toutes les courbes de la famille (le système d'équations est seulement une condition nécessaire pour cela ; la question est reprise en détail plus bas).
La famille de courbes peut aussi être donnée en représentation paramétrique, avec des équations {\displaystyle (x(t,\lambda ),y(t,\lambda ))}, les fonctions en jeu étant différentiables. Dans ce cas, l'enveloppe s'obtient en résolvant l'équation
{\displaystyle {\partial x \over \partial t}{\partial y \over \partial \lambda }={\partial y \over \partial t}{\partial x \over \partial \lambda }}.

### Exemples

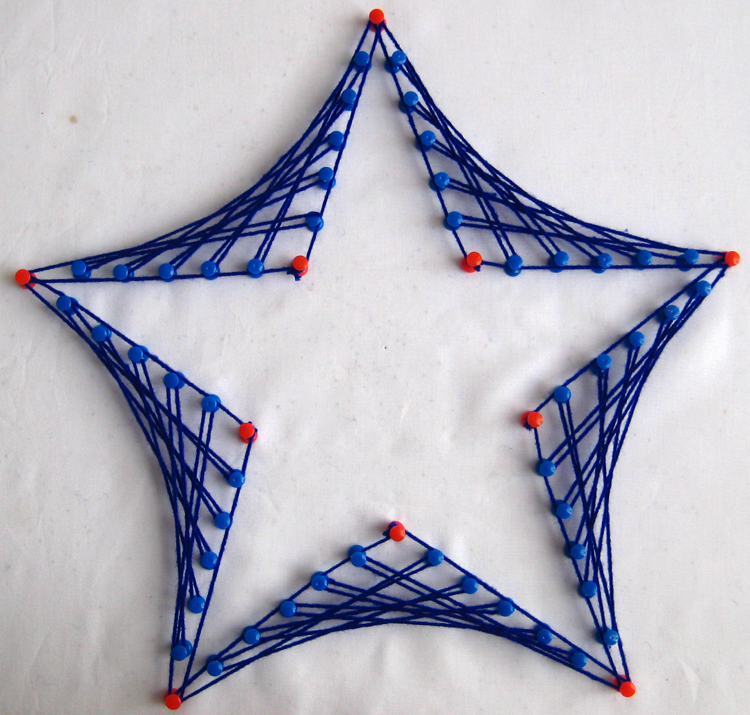
Tableau de fils tendus dont les enveloppes figurent un pentagone incurvé.

Un calcul d'enveloppe facile à réaliser matériellement consiste à relier par des ficelles des pointes formant une figure simple. Ainsi, on peut construire deux rangées de pointes formant des intervalles réguliers, et relier successivement les pointes de l'une et l'autre rangée. L'enveloppe est la courbe « dessinée » par l'entrelacs de ficelles.
Pour simplifier, quitte à effectuer un changement de repère, on peut supposer que les pointes sont disposées le long des deux axes de coordonnées. On représente par k le décalage entre les deux séries de points qu'on relie. De ce fait
{\displaystyle F(x,y,\lambda )=(k-\lambda )x+(k+\lambda )y-(k-\lambda )(k+\lambda )}
{\displaystyle {\frac {\partial F}{\partial \lambda }}(x,y,\lambda )=2\lambda -x+y}.
La résolution donne {\displaystyle \lambda =(x-y)/2} puis l'équation {\displaystyle x^{2}-2xy+y^{2}-4ky-4kx+4k^{2}=0} qui est celle d'une parabole. Le changement de repère effectué initialement ne modifie pas la réponse : on obtient une parabole, ou plutôt un arc de parabole puisque la figure est limitée.
Le même mode de construction dans l'espace à trois dimensions permet d'obtenir des surfaces réglées.
Parmi les exemples les plus classiques de calculs d'enveloppes on peut citer les résultats suivants : si Γ est un arc plan birégulier
- la famille des tangentes à Γ a pour enveloppe l'arc Γ lui-même
- la famille des normales à Γ a pour enveloppe la développée de Γ, lieu des centres de courbure successifs.
- la famille des cercles de rayon a (nombre fixé) centrés sur la courbe admet pour enveloppe une courbe parallèle à l'arc Γ.

### Intersection de courbes infiniment proches
Les équations définissant l'enveloppe peuvent être interprétées d'une autre façon. Pour chaque valeur de λ, on observe les courbes Γμ pour les valeurs de μ assez proches de λ. On peut étudier les points d'intersection de ces deux courbes, et passer à la limite lorsque μ tend vers λ. Les points limites obtenus sont appelés des points caractéristiques et se situent sur l'enveloppe de la famille de courbes. Ce sont les « points d'intersection de Γλ avec une courbe infiniment proche ».
Certains auteurs définissent la courbe enveloppe comme l'ensemble de ces points d'intersection, d'autres comme une courbe tangente à toutes les courbes de la famille. Ces deux points de vue sont équivalents à la définition par équations, sauf en un certain nombre de points exceptionnels.

### Problème de projection associé
Les équations de l'enveloppe possèdent elles aussi une origine géométrique. Il faut, pour en effectuer l'interprétation, se placer dans l'espace à trois dimensions (x, y, λ). L'équation générale F(x, y, λ) = 0 de la famille se lit alors comme l'équation d'une surface dans un espace à trois dimensions. Les courbes de la famille sont les sections « horizontales » de cette surface.
On considère les points de la surface qui sont également points critiques de l'application de projection {\displaystyle (x,y,\lambda )\mapsto (x,y)}, c'est-à-dire les points où le plan tangent à la surface est « vertical ». Les projetés de ces points critiques sont les points caractéristiques de la famille de courbes, leur réunion est l'enveloppe de la famille.
Il est possible de décrire le comportement aux points particuliers. Notamment la courbe formée par les points critiques peut avoir elle-même une tangente verticale. En un tel point, la courbe enveloppe admet un point singulier, et on perd éventuellement la propriété de tangence à la famille de courbes. Une étude plus détaillée relève de la théorie des singularités.

## Enveloppe d'une famille de surfaces

### Famille à un paramètre
Soit une famille de surfaces Σλ, indexée par un paramètre λ de façon différentiable, d'équation 
{\displaystyle f_{\lambda }(x,y,z)=F(x,y,z,\lambda )=0}.
L'enveloppe de cette famille de surfaces sera, si elle existe, la surface d'équations
{\displaystyle {\begin{cases}F(x,y,z,\lambda )=0\\{\frac {\partial F}{\partial \lambda }}(x,y,z,\lambda )=0\end{cases}}}
De nouveau, l'enveloppe est tangente à toutes les surfaces de la famille. Elle intersecte chaque surface selon une courbe caractéristique qui peut être décrite également comme la courbe d'intersection de la surface avec une surface infiniment proche. Du moins ces propriétés sont elles vraies « en général », comme pour les enveloppes de familles de courbes. 
Exemple : prendre une famille de sphères de même rayon centrées sur l'axe (Oz). Leur enveloppe sera un cylindre de révolution.

### Famille à deux paramètres
Soit une famille de surfaces à deux paramètres Σλ,μ d'équation 
{\displaystyle f_{\lambda ,\mu }(x,y,z)=F(x,y,z,\lambda ,\mu )=0} .
L'enveloppe de cette famille de surfaces sera, si elle existe, la surface d'équations
{\displaystyle {\begin{cases}F(x,y,z,\lambda ,\mu )=0\\{\frac {\partial F}{\partial \lambda }}(x,y,z,\lambda ,\mu )=0\\{\frac {\partial F}{\partial \mu }}(x,y,z,\lambda ,\mu )=0\end{cases}}}
L'enveloppe est tangente à toutes les surfaces de la famille. Elle intersecte chaque surface selon des points caractéristiques qui peuvent être décrits également comme les points d'intersection de la surface avec les surfaces infiniment proches (les deux paramètres variant simultanément). Du moins ces propriétés sont elles vraies « en général ». 
Exemple : prendre une famille de sphères de même rayon centrées sur le plan (Oxy). Leur enveloppe sera la réunion de deux plans parallèles.
Autre exemple : en géométrie différentielle, une surface d'égale pente est l'enveloppe des plans tangents à une courbe donnée dont la normale fait un angle (ladite pente) avec la verticale.

## Utilisation pour les équations différentielles

### Équations différentielles ordinaires

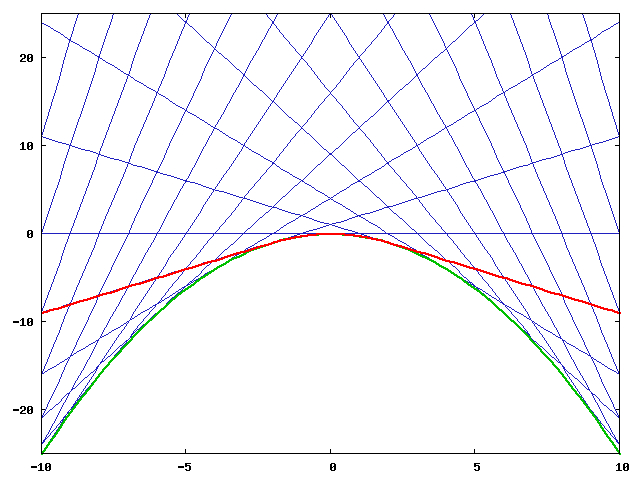
Tracé de quelques solutions de (y')^2+xy'-y=0. En bleu les solutions régulières, en vert la solution singulière, en rouge la solution hybride mentionnée dans le texte.

Une équation différentielle sous forme implicite ne vérifie a priori pas le théorème d'existence et d'unicité de Cauchy-Lipschitz. Il existe des domaines sur lesquels on peut la mettre sous forme d'une ou plusieurs équations explicites, puis il convient d'effectuer des raccordements.
Ainsi pour l'équation 
{\displaystyle (y')^{2}+xy'-y=0}
il faut distinguer trois régions : la parabole {\displaystyle y=-{\frac {1}{4}}x^{2}}, et les deux domaines qu'elle délimite. Dans la partie supérieure, l'équation peut être mise sous l'une des deux formes résolues
{\displaystyle y'={\sqrt {y-xy'}}\qquad y'=-{\sqrt {y-xy'}}}
qui donne les solutions régulières tracées en bleu sur la figure ci-contre.
L'enveloppe de ces solutions est la parabole tracée en vert, qui constitue une solution, qualifiée de solution singulière. Il existe également des solutions « hybrides » formées en raccordant de façon {\displaystyle {\mathcal {C}}^{1}} un arc de parabole (verte) avec les solutions régulières (bleues). Un exemple de telle solution a été tracé en rouge.
Comme pour la théorie des enveloppes, la situation est mieux décrite en se plaçant dans un espace à une dimension supplémentaire : l'espace (x, y, y').

### Équations aux dérivées partielles d'ordre 1
Lorsqu'on résout une équation aux dérivées partielles d'ordre 1
{\displaystyle F\left(x,y,z,{\frac {\partial z}{\partial x}},{\frac {\partial z}{\partial y}}\right)=0},
on recherche des familles à deux paramètres de surfaces solutions. De telles familles sont appelées intégrales complètes de l'équation.
De même qu'avec les équations différentielles, les enveloppes (à un ou deux paramètres) de familles de solutions sont elles aussi solutions. Les enveloppes à un paramètre sont appelées intégrales générales de l'équation ; les enveloppes à deux paramètres en sont des intégrales singulières.
La notion d'intégrale complète ou générale est une notion relative. Il existe plusieurs intégrales complètes, lorsqu'on en choisit une, les autres sont obtenues comme intégrales générales.